# Xanthostemon velutinus
Xanthostemon velutinus là một loài thực vật có hoa trong Họ Đào kim nương. Loài này được (Gugerli) J.W.Dawson miêu tả khoa học đầu tiên năm 1992.